# لاري بيب
لاري بيب (بالإنجليزية: Larry Pape) هو لاعب كرة قاعدة أمريكي، ولد في 21 يوليو 1885 في نوروود في الولايات المتحدة، وتوفي في 21 يوليو 1918 في Swissvale, Pennsylvania ‏ في الولايات المتحدة.

## وصلات خارجية
- لاري بيب على موقعبيزبول رفرنس.كوم (الدوري الرئيسي) (الإنجليزية)
- لاري بيب على موقعبيزبول رفرنس.كوم (الدوري الثانوي) (الإنجليزية)
- لاري بيب على موقع جمعية أبحاث البيسبول الأمريكية (الإنجليزية)